# NGC 6987
NGC 6987 је елиптична галаксија у сазвежђу Индијанац која се налази на NGC листи објеката дубоког неба.
Деклинација објекта је - 48° 37' 48" а ректасцензија 20h 58m 10,4s. Привидна величина (магнитуда) објекта NGC 6987 износи 12,5 а фотографска магнитуда 13,5. Налази се на удаљености од 67,702 милиона парсека од Сунца. NGC 6987 је још познат и под ознакама ESO 235-21, IRAS 20546-4849, PGC 65807.